# Couilly-Pont-aux-Dames
Couilly-Pont-aux-Dames település Franciaországban, Seine-et-Marne megyében. Lakosainak száma 2131 fő (2022. január 1.). Couilly-Pont-aux-Dames Quincy-Voisins, Saint-Germain-sur-Morin, Villiers-sur-Morin, Bouleurs, Condé-Sainte-Libiaire, Crécy-la-Chapelle és Montry községekkel határos.

## Népesség
A település népességének változása:
| Lakosok száma | 2175 | 2175 | 2208 | 2154 | 2125 | 2097 | 2096 | 2100 | 2131 |
|               | 2013 | 2015 | 2016 | 2017 | 2018 | 2019 | 2020 | 2021 | 2022 |